# Svarttjärnen (Hamrånge socken, Gästrikland, 676726-156661)
Svarttjärnen är en sjö i Gävle kommun i Gästrikland och ingår i Skärjåns huvudavrinningsområde. Sjön har en area på 0,0827 kvadratkilometer och ligger 63 meter över havet. Sjön avvattnas av vattendraget Asasjöbäcken.

## Delavrinningsområde
Svarttjärnen ingår i det delavrinningsområde (676765-156675) som SMHI kallar för Utloppet av Asasjön. Medelhöjden är 60 meter över havet och ytan är 9,71 kvadratkilometer. Det finns inga avrinningsområden uppströms utan avrinningsområdet är högsta punkten. Asasjöbäcken som avvattnar avrinningsområdet har biflödesordning 2, vilket innebär att vattnet flödar genom totalt 2 vattendrag innan det når havet efter 7,4 kilometer. Avrinningsområdet består mestadels av skog (59 procent) och sankmarker (26 procent). Avrinningsområdet har 0,92 kvadratkilometer vattenytor vilket ger det en sjöprocent på 9,5 procent.